# Clarksburg (Virgínia de l'Oest)
Clarksburg és una població dels Estats Units a l'estat de Virgínia de l'Oest. Segons el cens del 2008 tenia 16.441 habitants.

## Demografia
Segons el cens del 2000, Clarksburg tenia 16.743 habitants, 7.447 habitatges, i 4.378 famílies. La densitat de població era de 679 habitants per km².
Dels 7.447 habitatges en un 25% hi vivien nens de menys de 18 anys, en un 41,6% hi vivien parelles casades, en un 13,4% dones solteres, i en un 41,2% no eren unitats familiars. En el 36,7% dels habitatges hi vivien persones soles el 17,3% de les quals corresponia a persones de 65 anys o més que vivien soles. El nombre mitjà de persones vivint en cada habitatge era de 2,2 i el nombre mitjà de persones que vivien en cada família era de 2,87.
Per edats la població es repartia de la següent manera: un 21,1% tenia menys de 18 anys, un 8,3% entre 18 i 24, un 27,3% entre 25 i 44, un 22,7% de 45 a 60 i un 20,7% 65 anys o més.
L'edat mediana era de 40 anys. Per cada 100 dones de 18 o més anys hi havia 81,6 homes.
La renda mediana per habitatge era de 27.722 $ i la renda mediana per família de 35.075 $. Els homes tenien una renda mediana de 30.194 $ mentre que les dones 22.388 $. La renda per capita de la població era de 17.587 $. Entorn del 14,8% de les famílies i el 19,8% de la població estaven per davall del llindar de pobresa.

## Poblacions més properes
El següent diagrama mostra les poblacions més properes.